# Unterseeboot 615
L'Unterseeboot 615 ou U-615 est un sous-marin allemand (U-Boot) de type VIIC utilisé par la Kriegsmarine pendant la Seconde Guerre mondiale.
Le sous-marin fut commandé le 15 août 1940 à Hambourg (Blohm & Voss), sa quille fut posée le 20 mai 1941, il fut lancé le 8 février 1942 et mis en service le 26 mars 1942, sous le commandement de l'Oberleutnant zur See Ralph Kapitzky.
Il fut coulé en Mer des Caraïbes par des charges de profondeurs de l'aviation américaine, en août 1943.

## Conception
Unterseeboot type VII, l'U-615 avait un déplacement de 769 tonnes en surface et 871 tonnes en plongée. Il avait une longueur totale de 67,10 m, un maître-bau de 6,20 m, une hauteur de 9,60 m et un tirant d'eau de 4,74 m. Le sous-marin était propulsé par deux hélices de 1,23 m, deux moteurs diesel Germaniawerft M6V 40/46 de 6 cylindres en ligne de 1 400 cv à 470 tr/min, produisant un total de 2 060 à 2 350 kW en surface et de deux moteurs électriques BBC GG UB 720/8 de 375 cv à 295 tr/min, produisant un total 550 kW, en plongée. Le sous-marin avait une vitesse en surface de 17,7 nœuds (32,8 km/h) et une vitesse de 7,6 nœuds (14,1 km/h) en plongée. Immergé, il avait un rayon d'action de 80 milles marins (150 km) à 4 nœuds (7,4 km/h; 4,6 milles par heure) et pouvait atteindre une profondeur de 230 m. En surface son rayon d'action était de 8 500 milles nautiques (soit 15 700 km) à 10 nœuds (19 km/h).
L'U-615 était équipé de cinq tubes lance-torpilles de 53,3 cm (quatre montés à l'avant et un à l'arrière) qui contenait quatorze torpilles. Il était équipé d'un canon de 8,8 cm SK C/35 (220 coups) et d'un canon antiaérien de 20 mm Flak. Il pouvait transporter 26 mines TMA ou 39 mines TMB. Son équipage comprenait 4 officiers et 40 à 56 sous-mariniers.

## Historique
Il accomplit sa phase d'entraînement et de formation à la 8. Unterseebootsflottille jusqu'au 31 août 1942, puis rejoint sa formation de combat dans la 3. Unterseebootsflottille.
Le sous-marin quitte Kiel le 5 septembre 1942 pour l'Atlantique Nord.
Le 11 octobre 1942, il coule un navire marchand panaméen retardataire du convoi ONS-136. Le convoi ONS-136 quitte Liverpool le 3 octobre, avec une section quittant Reykjavik le 5 octobre. Aperçu par l'U-620 le 11 octobre, il est pris en chasse par le groupe de combat (la meute) Leopard. L'attaque se passe mal pour les Allemands : seul l'U-597 arrive à portée de tir, sans réussir ses attaques ; il coule. Les autres remportent des succès limités aux navires traînards. L'opération cesse le 14 octobre et le convoi arrive à New York le 26.
Cet U-Boot est la cible d'une attaque sans dommage d'un Consolidated B-24 Liberator britannique le 15 octobre 1942 à la position 53° 58′ N, 33° 43′ O, qui croit couler l'U-257.
Le 23 octobre, l'U-615 torpille à trois reprises le navire d'escorte britannique Empire Star, en plein Atlantique. L'attaque provoque la mort de 42 membres d'équipage, les 61 survivants étant secourus par le HMS Black Swan.
Le 11 avril 1943, le sous-marin coule un navire marchand américain du convoi HX-232. Le convoi quitte New York 1er avril 1943. Il fut repéré dans l'Atlantique par l'un des U-Boote de la meute Lerche le 11 et est attaqué aussitôt. Le lendemain, l'escorte et la couverture aérienne parviennent à tenir à distance les sous-marins allemands. L'opération s'arrête le 13 et le convoi atteint Liverpool trois jours plus tard.
Au cours de sa cinquième patrouille, le 14 juin 1943 à 9 h 48, soit deux jours après le début de cette patrouille, dans le Golfe de Gascogne, un Boeing B-17 Flying Fortress britannique (RAF Squadron 220) lançe trois bombes sur un groupe de trois U-Boote : les U-257, U-600 et U-615. Aucun dommage n'est à déplorer.

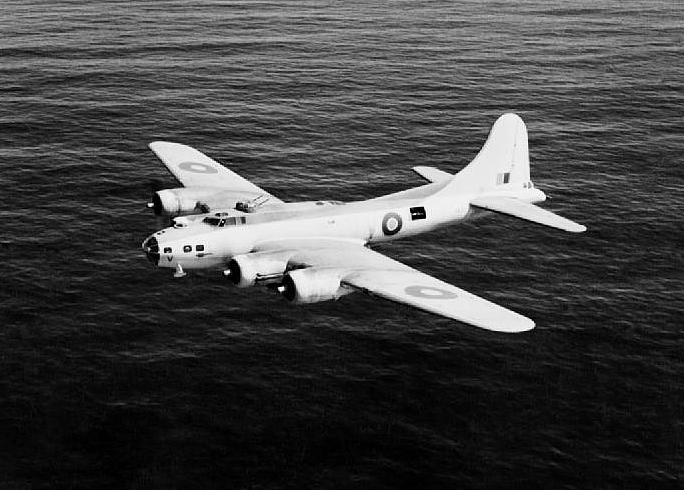
Fortress IIA du Sqn de la RAF, en vol (mai 1943)

Le Boeing B-17 Flying Fortress FK212 du no 220 Squadron RAF basé à Benbecula dans les Hébrides extérieures, en vol au-dessus de l'Océan Atlantique, en mai 1943.
. À 20 h 15 le 14 juin 1943, le B-17 FK212 piloté par CF. Callender, mitrailla un groupe de 3 U-Boote (U-257, U-600 et U-615) dans le golfe de Gascogne. Le B-17 est abattu à 20 h 40 par un Junkers Ju 88C allemand piloté par le leutnant Lothar Wolff, à environ 90 km au nord-ouest du Cap Ortegal. Les neuf membres d'équipage sont tués.
Le 28 juillet 1943, l'U-615 coule un navire néerlandais dans la Mer des Caraïbes. À la suite de cette attaque, le sous-marin est attaqué à de nombreuses reprises pendant dix jours. Il est bombardé par un bombardier B-18 américain le 29, bombardé à de nombreuses reprises toute la semaine, avant d'abattre un Martin PBM Mariner le 6 août.
Il est finalement coulé le lendemain dans la Mer des Caraïbes au nord-ouest de Grenade, à la position 12° 38′ N, 64° 15′ O, par les charges de profondeur d'un Mariner et d'un Ventura américain du VP-204 et du VB-130.
Quatre des quarante-sept membres d'équipage meurent dans cette attaque. Les 43 survivants sont capturés par le destroyer USS Walker (DD-517).

## Affectations
- 8. Unterseebootsflottille du 26 mars 1942 au 31 août 1942 (Période de formation).
- 3. Unterseebootsflottille du 1er septembre 1942 au 7 août 1943 (Unité combattante).

## Commandement
- Kapitänleutnant Ralph Kapitzky du 26 mars 1942 au 7 août 1943.

## Patrouilles
|       | Commandant            | Départ           | Départ     | Arrivée         | Arrivée    | Jours     | Succès   |
| ----- | --------------------- | ---------------- | ---------- | --------------- | ---------- | --------- | -------- |
| 1     | Kptlt. Ralph Kapitzky | 5 septembre 1942 | Kiel       | 30 octobre 1942 | La Pallice | 56 jours  | 16 877   |
| 2     | Kptlt. Ralph Kapitzky | 25 novembre 1942 | La Pallice | 9 janvier 1943  | La Pallice | 46 jours  |          |
| 3     | Kptlt. Ralph Kapitzky | 18 février 1943  | La Pallice | 20 avril 1943   | La Pallice | 62 jours  | 7 177    |
| 4     | Kptlt. Ralph Kapitzky | 12 juin 1943     | La Pallice | 7 août 1943     | Coulé      | 57 jours  | 3 177    |
| Total | Total                 | Total            | Total      | Total           | Total      | 221 jours | 27 231 t |

Note : Kptlt. = Kapitänleutnant

### Opérations Wolfpack
L'U-615 opéra avec les Rudeltaktik (meute de loups) durant sa carrière opérationnelle.
- Pfeil (12-22 septembre 1942)
- Blitz (22-26 septembre 1942)
- Tiger (26-30 septembre 1942)
- Wotan (5-19 octobre 1942)
- Draufgänger (1er-11 décembre 1942)
- Ungestüm (11-30 décembre 1942)
- Burggraf (25 février – 5 mars 1943)
- Raubgraf (7-20 mars 1943)
- Seewolf (24-30 mars 1943)
- Adler (7-13 avril 1943)

## Navires coulés
L'U-613 coula 4 navires marchands totalisant 27 231 tonneaux au cours des 4 patrouilles (221 jours en mer) qu'il effectua.
| Date            | Nom              | Nationalité | Tonnage | Convoi  | Fait  | Localisation         |
| --------------- | ---------------- | ----------- | ------- | ------- | ----- | -------------------- |
| 11 octobre 1942 | El Lago          | Panama      | 4 221   | ONS-136 | Coulé | 51° 03′ N, 46° 15′ O |
| 23 octobre 1942 | Empire Star      | Royaume-Uni | 12 656  | -       | Coulé | 48° 14′ N, 26° 22′ O |
| 11 avril 1943   | Edward B. Dudley | USA         | 7 177   | HX-232  | Coulé | 53° 00′ N, 39° 00′ O |
| 28 juillet 1943 | Rosalia          | Pays-Bas    | 3 177   | -       | Coulé | 12° 07′ N, 69° 13′ O |